# Murray Dickie
Murray Dickie OBE (Bishopton (Escòcia), 3 d'abril, 1924 - 19 de juny de 1995) va ser un cantant i director d'òpera tenor escocès, que va establir la seva carrera a Anglaterra, Àustria i Itàlia durant la dècada de 1950. A més del seu extens treball teatral, va ser un artista prolífic en gravacions.

## Inicis de la seva carrera 1947–1955
Murray Dickie va tenir la seva primera formació vocal a Glasgow. Va estudiar a Viena amb Stefan Pollmann, i després va estudiar a Londres amb Dino Borgioli i a Milà amb Guido Farinelli. Al principi va treballar per a la BBC com a noi d'efectes i va arribar a ser assistent de producció.
El seu debut va ser al "Cambridge Theatre" de Londres el gener de 1947 com a part de la "New London Opera Company", com a Almaviva a Il barbiere di Siviglia, un paper que posteriorment va repetir per a ells en diverses ocasions. Es va unir a la nova companyia resident de Covent Garden quan es va formar després de la guerra, de 1948 a 1952. El seu debut allà va ser com a Tamino. Un dels seus primers triomfs va ser com a David a Die Meistersinger von Nürnberg, un paper amb el qual es va identificar. El 1952 va ser convidat a interpretar aquest paper a La Scala per Wilhelm Furtwängler, i va obtenir l'aprovació. També va cantar el paper a Berlín, Munic, Viena i altres llocs. Va debutar el 1950 a Barcelona i el 1951 a Roma, i a l'Òpera Estatal de Viena, on va ser contractat immediatament com a membre permanent de la companyia. El 1949 va crear el paper de Curé a l'òpera The Olympians d'Arthur Bliss a Covent Garden.
Al Festival de Glyndebourne de 1950, Dickie va aparèixer com a Don Basilio, Pedrillo i com a Brighella a Ariadne auf Naxos, i va anar al Festival d'Edimburg amb la companyia més tard el mateix any. Després va cantar regularment amb la companyia de Glyndebourne i a Edimburg. A l'octubre de 1951 va aparèixer com a Florestein a la reposició de Sir Thomas Beecham de The Bohemian Girl: va cantar David al Covent Garden sota la direcció de Beecham (parts de la qual es van gravar en directe) i aquell any també va aparèixer a Der Rosenkavalier i de nou com a Don Basilio. Quan la seva carrera a Viena va començar el 1952, va repetir els papers de David i Pedrillo, i també va interpretar Jacquino, amb gran èxit. Va participar al Festival de Música del Segle XX de París de 1952 i va cantar com a convidat a Munic (1952 i 1953) amb l'Òpera Estatal de Baviera.
Va tornar a interpretar David per a la temporada de coronació del Covent Garden de 1953 i va cantar a Glyndebourne al seu Festival de Coronació. Després va participar en l'estrena britànica de The Rake's Progress de Stravinski a Edimburg. També aquell any va cantar a Berlín i va participar en l'estrena francesa de Die Liebe der Danae a l'Òpera de París. El 1954 va aparèixer a Glyndebourne com a Leandro a Arlecchino de Ferruccio Busoni. En aquell moment també s'havia convertit en un locutor experimentat.

## Carrera continuada
- El 1976, va traduir i dirigir A Night in Venice per a l'English National Opera al London Coliseum.[10]
- El 1975, Dickie va ser guardonat amb la Creu d'Honor Austríaca per a la Ciència i l'Art, de primera classe.[11] Va ser nomenat OBE en els Honors de Cap d'Any de 1976.

Dickie va morir el 1995 a Ciutat del Cap, Sud-àfrica, als 71 anys.

## Dades familiars
Murray Dickie era el germà petit de William Dickie, un cantant que va estudiar amb Pollman, Titta Ruffo, Giuseppe De Luca i Gino Bechi. William va cantar a Glasgow durant la dècada de 1930 i a Londres i Itàlia després de 1946. Murray Dickie estava casat amb la cantant Maureen Springer, també membre de la companyia de Viena i que sovint s'acompanyava al seu marit en concerts. Junts van tenir quatre fills. El seu fill gran, John Dickie, també va ser membre de la companyia de Viena.

## Enregistraments seleccionats
There are many recordings featuring Dickie in his characteristic roles in opera, and in works of the concert hall. A selection follows:
- Beethoven: Novena Simfonia, amb Gottlob Frick, Elisabeth Höngen i Wilma Lipp, dirigida per Carl Schuricht, "Orchestre de la Société des Concerts du Conservatoire" de París. (CD EMI Angel)
- Beethoven: Fidelio, dirigida per Eugen Jochum, Orquestra Simfònica Rai de Roma (CD Melodram)
- Berg: Wozzeck (en el paper d'Andrès), dirigida per Karl Böhm (1955). (CD Andante)
- Bizet: Carmen, dirigida per Lorin Maazel, Òpera Estatal de Viena (enregistrament en directe). (CD Orfeo D'Or)
- Mahler: Das Lied von der Erde, amb Dietrich Fischer-Dieskau, dirigit per Paul Kletzki, Philharmonia Orchestra. (CD EMI Classics)
- Richard Strauss: Die Frau ohne Schatten (com a germà de Barak), dirigit per Karl Böhm, Vienna Philharmonic. (CD Opera D'Oro)
- Richard Strauss: Der Rosenkavalier dirigit per Georg Solti, Viena Philharmonic (1968). (CD Londres/Decca)
- Richard Strauss: Salomé, dirigit per Karl Böhm, Viena State Opera (1972). (CD Òpera D'Oro)
- Mozart: Rèquiem en re menor amb Elisabeth Höngen, Wilma Lipp, Ludwig Weber, dirigida per Jascha Horenstein, Wiener Musikverein (1956). (CD clàssic de Vox)
- Mozart: Gran Missa en do menor, K. 427, amb Walter Berry, Wilma Lipp, Christa Ludwig, dirigida per Ferdinand Grossmann. (Preiser CD)
- Mozart: Die Entführung aus dem Serail (com a Pedrillo), dirigida per George Szell, Filharmònica de Viena (en directe al Festival de Salzburg 1956). (CD de melodrama)
- Mozart: Le nozze di Figaro, (com a Basilio), dirigida per Erich Kleiber, Filharmònica de Viena (1956). (CD Londres/Decca). Per obtenir més informació, vegeu Le nozze di Figaro (enregistrament de Kleiber).
- Offenbach: The tales of Hoffmann, dirigit per Thomas Beecham, Sadler's Wells. (CD de Pearl)
- Poulenc: Dialogues des Carmélites, dirigit per Berislav Klobučar, Òpera Estatal de Viena (1961). (Ponto CD)
- Monteverdi: Il ritorno d'Ulisse in patria (com Iro), dirigit per Nikolaus Harnoncourt, Concentus Musicus Wien (1971). (Teldec Das Alte Werk)
- Wagner: Die Meistersinger von Nürnberg (com a David), dirigida per Fritz Reiner, Òpera Estatal de Viena (1955). (Orfeu d'Or)
- Wagner: Die Meistersinger von Nürnberg, actes 1 i 2, (com a David), dirigit per Thomas Beecham, Covent Garden 1951. (CD de Gebhardt)
- Wagner: Tannhäuser, amb Artur Rodziński, Roma (1957). (CD IDI)
- Cançons populars i tradicionals – d'Anglaterra, les Hèbrides, Irlanda i Escòcia, amb John Pritchard, piano (LP Philips mono de 10")